# Temperatura de deflexió tèrmica
La temperatura de deflexió tèrmica o temperatura de distorsió tèrmica (HDT, HDTUL o DTUL per les seves sigles en anglès) és la temperatura a la qual una mostra de polímer o plàstic es deforma sota una determinada càrrega. Aquesta propietat d'un material plàstic determinat s'utilitza en molts aspectes de disseny de producte, enginyeria i en la fabricació de productes emprant components termoplàstics.

## Determinació
La temperatura de deflexió tèrmica es determina mitjançant el procediment descrit en la norma ASTM D648. La càrrega és situada sobre l'element a analitzar, de cantó, per tres punts diferents. La tensió emprada és 0.455 MPa o be 1.82 MPa. La temperatura s'incrementa de forma gradual a un ritme de 2 °C/min fins que la mostra deflecteix 0.25 mm. Aquest procediment és similar al definit en la ISO 75 estàndard.
Les limitacions associades a la tècnica emprada per a la determinació d'aquesta característica física són que la mostra no és normalment isotròpica o pot tenir un gradient de temperatura (quan la temperatura no és igual a totes les zones internes de la mostra), especialment amb mostres de cert gruix. El resultat de determinar la HDT en un material pot variar en funció del estres que suporta el material, el qual depèn de les dimensions de la mostra que s'analitza. La deflexió limit de 0.25 mm (que correspon a una tensió addicional del 0.2%) fou establerta de manera arbitrària i no té cap significat físic en particular.

## Valors típics de HDT per polímer
Els valors en la següent taula són presos segons estàndard a 1,82 MPa.
| Polímer | HDT [°C]  | Tg [°C] | Tm [°C] |
| ------- | --------- | ------- | ------- |
| PP      | 60 ÷ 80   | -100    | 135     |
| HDPE    | 60 ÷ 80   | -10     | 165     |
| PA6,6   | 60 ÷ 250  | 50      | 265     |
| PVC-U   | 60 ÷ 75   | 85      | -       |
| PS      | 65 ÷ 95   | 100     | -       |
| PC      | 135 ÷ 145 | 150     | -       |

## Aplicació en conformat per injecció
Una peça de plàstic injectada es considera que es pot expulsar del motlle un cop la seva temperatura es just per sota de la HDT. Això fa que la deformació soferta per la peça es mantindrà dins d'uns límits acceptables després de l'expulsió. El conformat de plàstics es realitza necessàriament a altes temperatures (habitualment 200 °C o superior) degut a la temperatura de fusió dels materials i l'elevada viscositat d'aquests en estat fluid (aquest inconvenient sovint es minimitza amb l'afegit de plastificants al material fos. Un cop el plàstic està en el motlle, s'ha de refrigerar fins a una temperatura en la que no es donin canvis dimensionals (o molt pocs) en expulsar-lo. En general, els plàstics no condueixen be la calor, motiu pel qual el refredament del material fins a temperatura ambient pren un temps considerable. L'etapa de refredament del plàstic és la més llarga de tot el procés d'injecció i, per tant, la que definirà el temps de cicle. Una manera de reduir aquest temps és mantenir el motlle baixa temperatura (per tant incrementant la pèrdua de temperatura del plàstic). Per altra banda, tenir el motlle a una temperatura inferior a la temperatura de transició vítria (Tg) farà que el les molècules del material redueixin del tot el seu moviment en entrar en contacte amb les parets de la cavitat, creant zones amorfes. La part interna de la peça, que tardarà més en refredar-se, podrà reorganitzar-se (cristal·litzar) fins que hagi baixat prou la temperatura. Això pot crear diferències no desitjades en el seu volum o en l'aspecte final de la peça.
Triant una resina amb una temperatura de deflexió tèrmica superior (més pròxima a la temperatura de fusió) permetrà als fabricants tenir un procés de conformat molt més ràpid del que s'aconseguiria amb un altre material per tal de mantenir els canvis dimensionals dins dels límits desitjats.